# Coleção Wallace

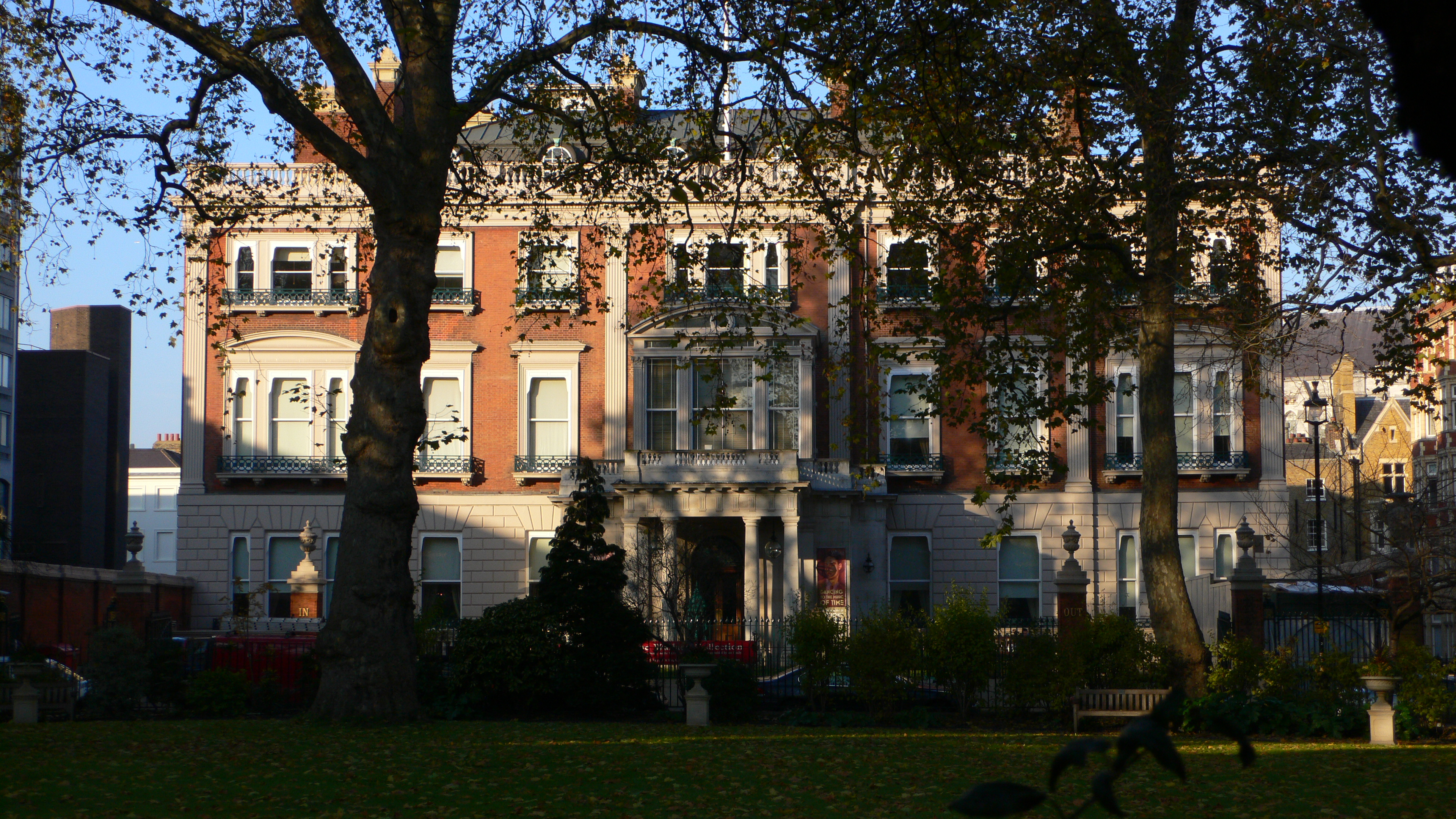
Fachada da Hertford House, sede da Coleção Wallace, no outro lado dos jardins de Manchester Square.

A Coleção Wallace (em inglês: Wallace Collection) é um museu de arte nacional localizado em Londres. Foi fundado com base na coleção particular de Sir Richard Wallace, que foi legada por sua viúva em 1897. O museu foi aberto ao público em 1900, nas dependências de Hertford House, em Manchester Square. Na coleção, estão pinturas que datam de antes de 1800, entre elas O Cavaleiro Risonho, do pintor barroco holandês Frans Hals; finas porcelanas de Sèvres e de Meißen; armaduras; mobílias francesas do século XVIII e diversos objetos de arte. Um dos itens mais velhos data antes do século XIV. A coleção contém ainda várias obras de Rembrandt, incluindo um auto-retrato.
Há também um retrato de Robert Dudley, 1° Conde de Leicester, no mesmo quarto onde está o quadro de Maria, Rainha dos Escoceses. Ironicamente, a prima de Maria, Elizabeth I da Inglaterra, tinha planejado um casamento entre eles, em 1563.
Há poucos anos foi colocado no quintal de Hertford House um teto de vidro, para originar um restaurante. A admissão é livre.

## Hertford House
A Colecção Wallace está instalada num belo palácio setecentista de Londres. Hertford House foi construida  entre 1776 e 1788, como Manchester House, para o 4º Duque de Manchester.
Em 1797 passou das mãos do Duque de Manchester para as do 2º Marquês de Hertford. Em 1870 foi herdado por Richard Wallace, filho ilegítimo do 4º Marquês de Hertford. No final do século XIX, o palácio foi adaptado a museu para permitir a exposição da valiosa colecção do seu último morador.
Ao longo da sua história, Hertford House serviu por duas vezes funções diplomáticas, primeiro entre 1791 e 1795, como Embaixada da Espanha, e depois entre 1836 e 1851, como Embaixada da França.

## Galeria

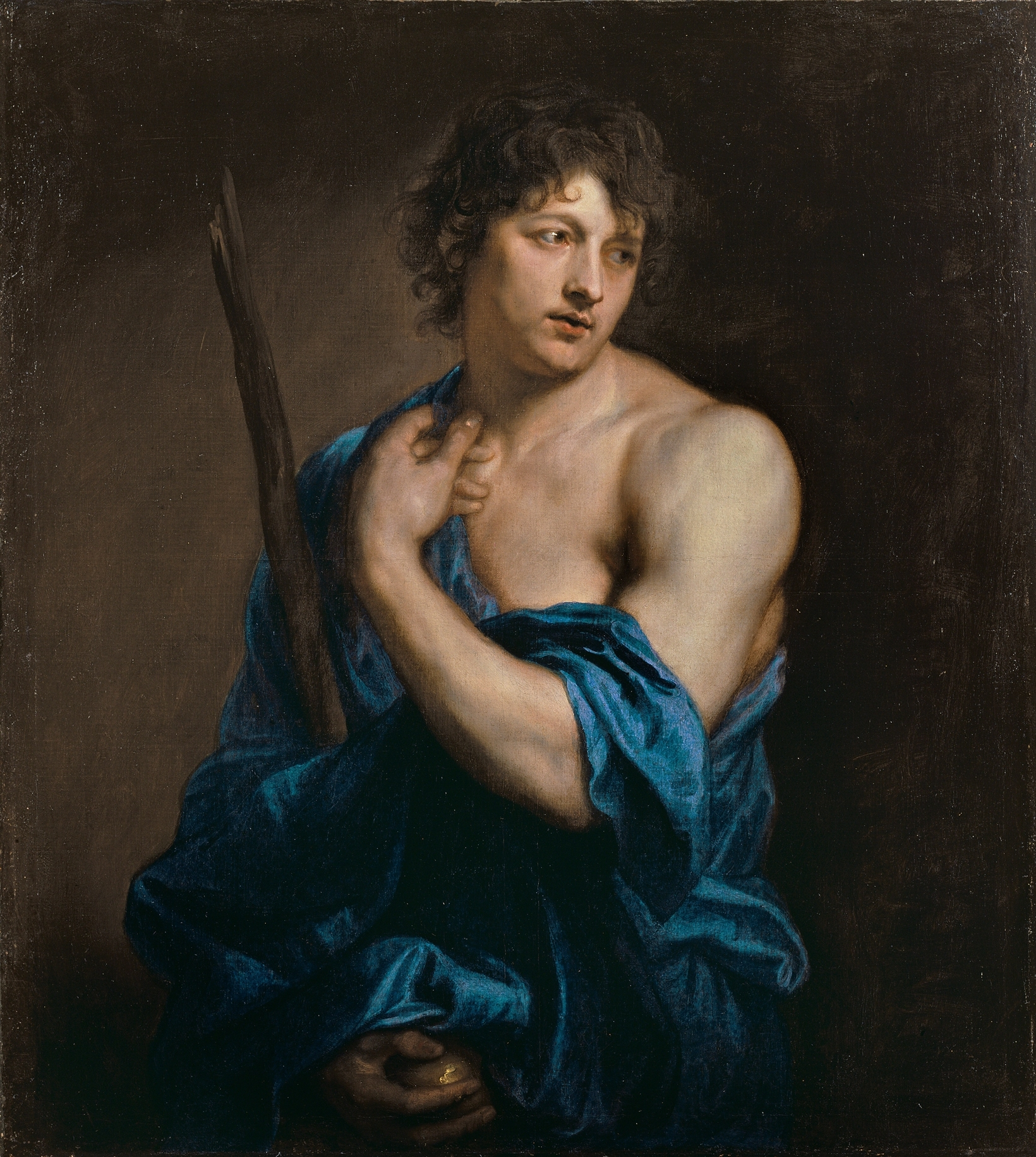
Van Dyck: Auto-retrato como Páris
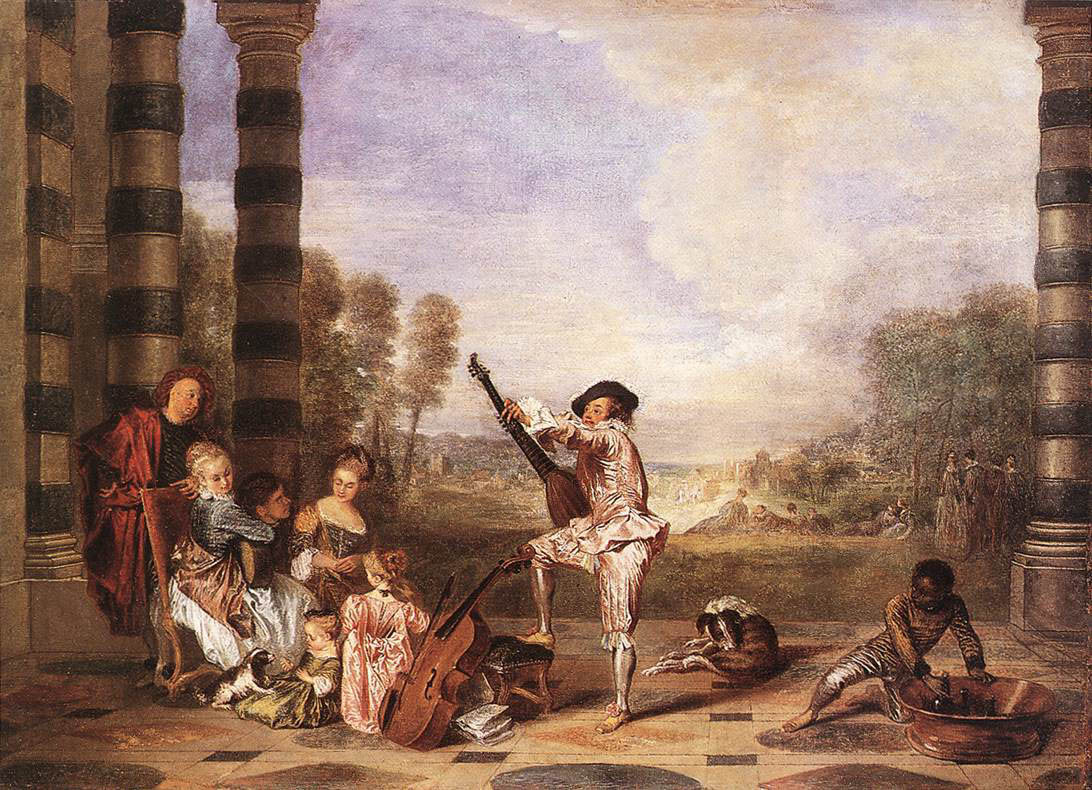
Watteau: Os encantos da vida
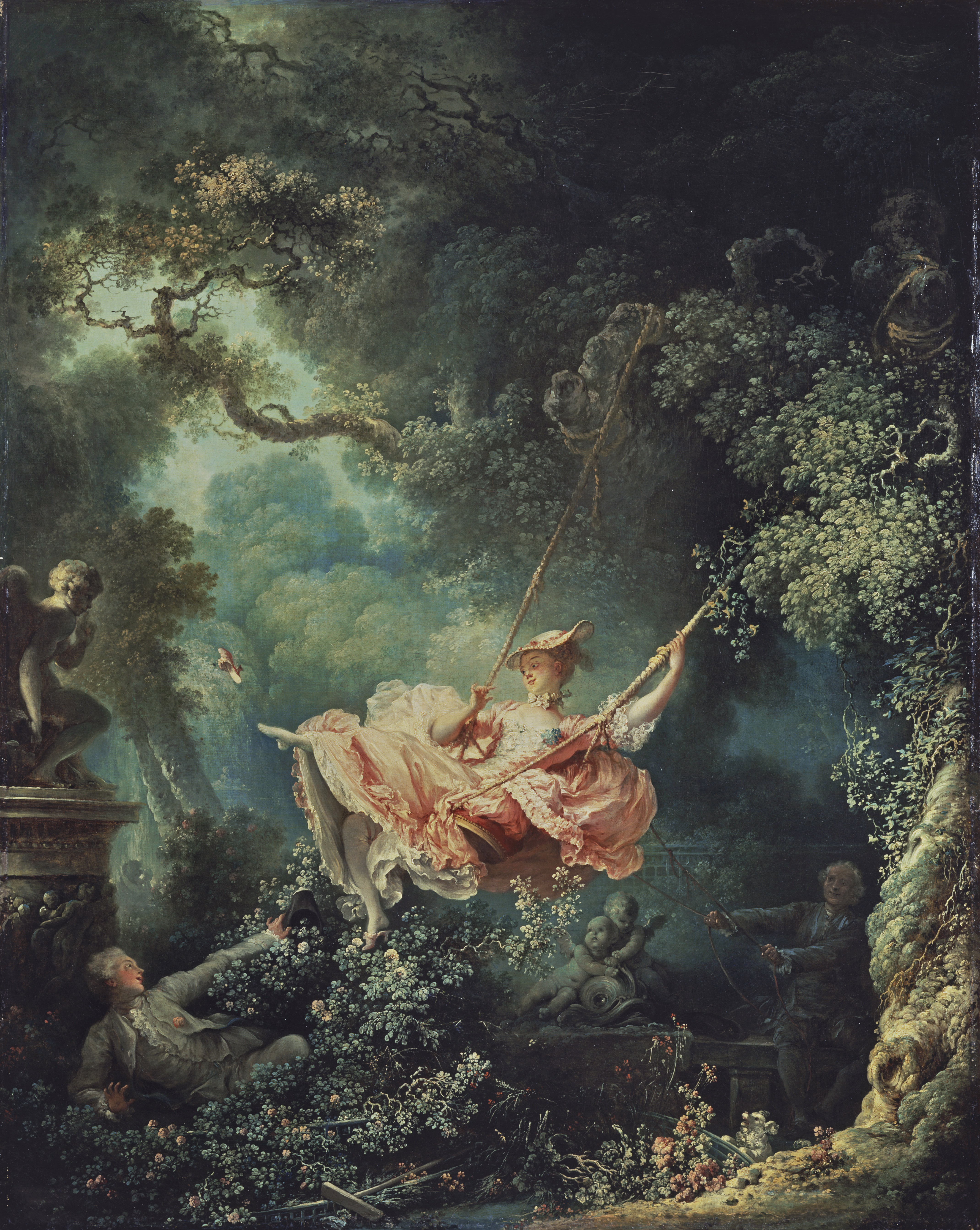
Fragonard: O balanço
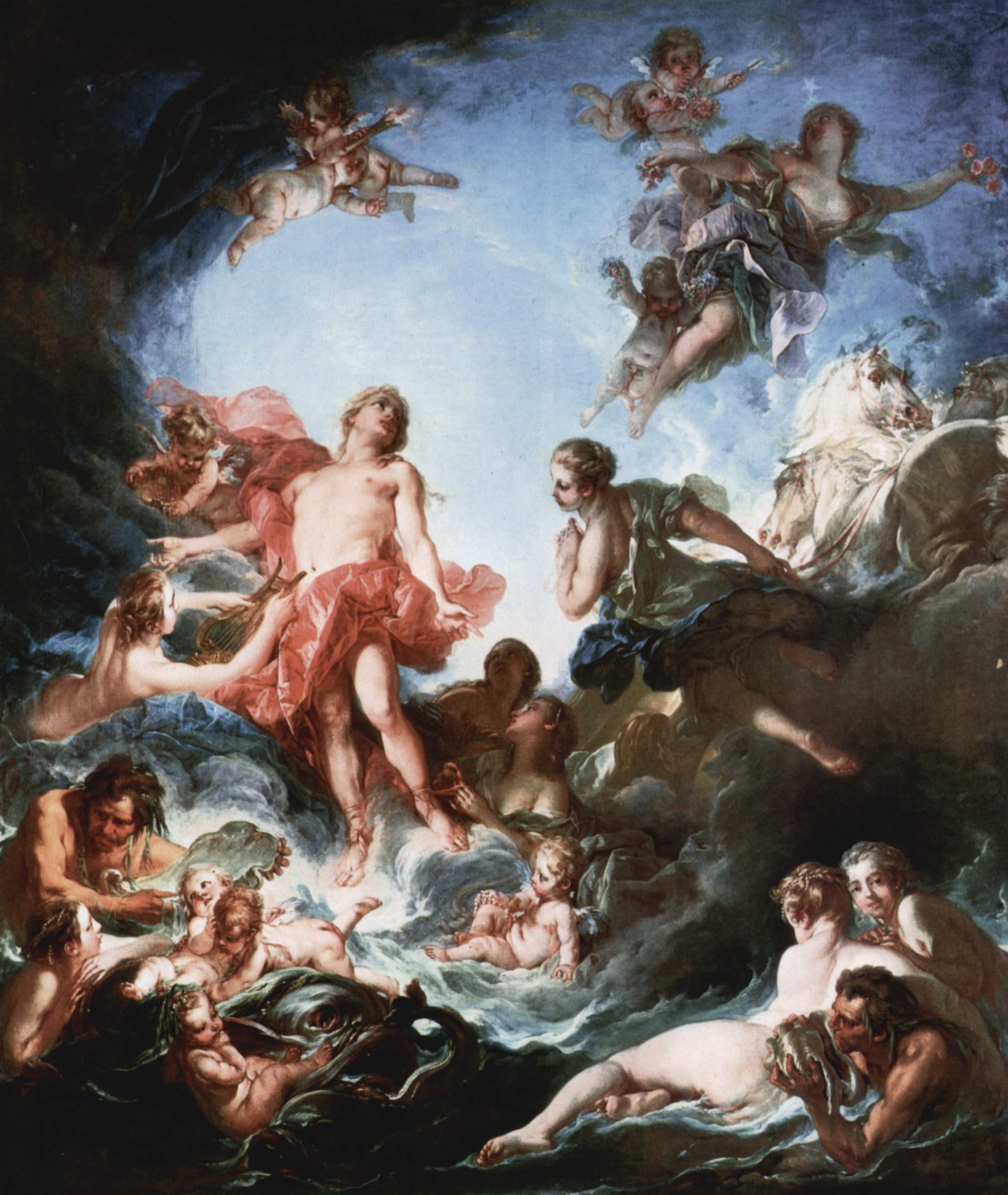
Boucher: Nascimento do sol
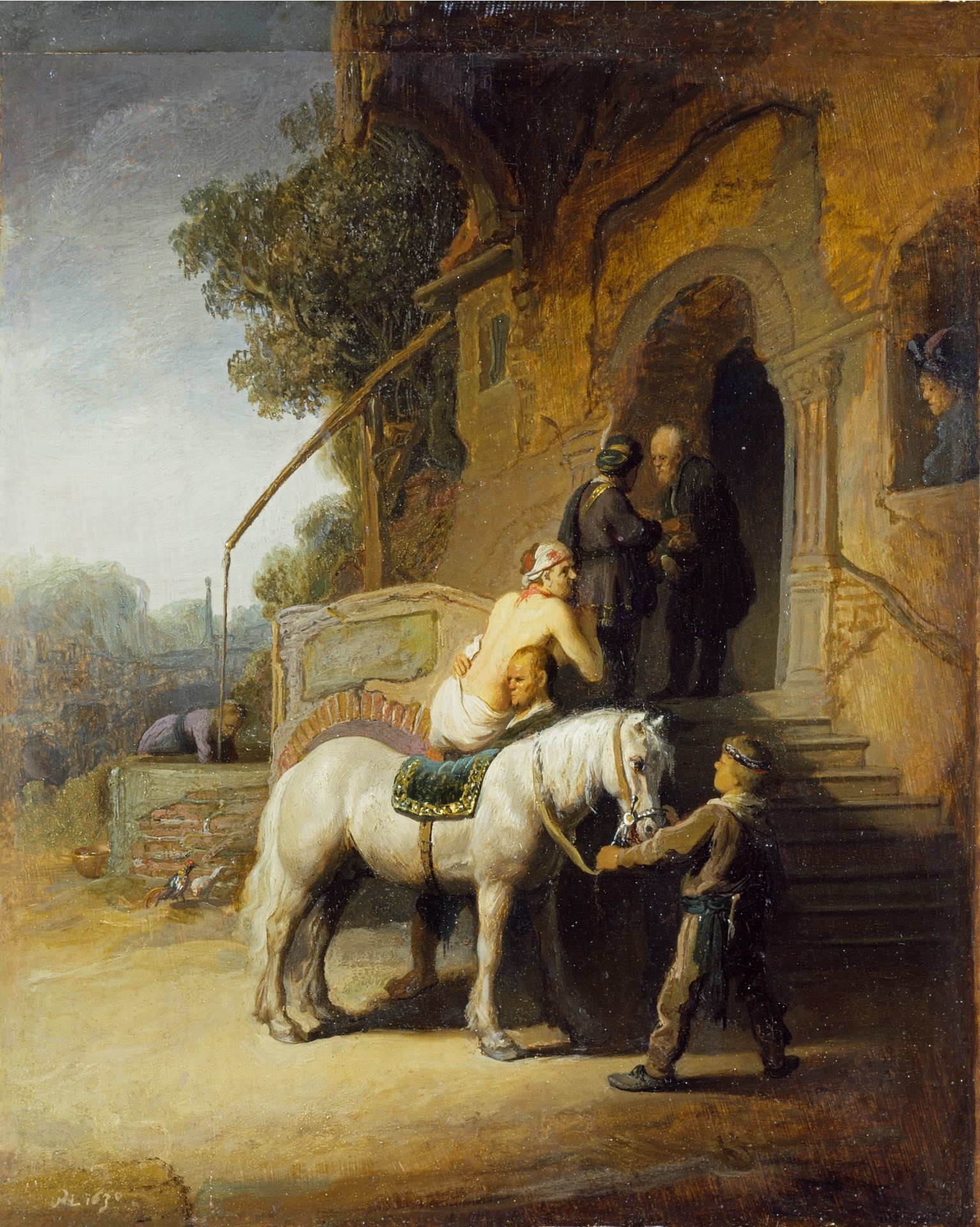
Rembrandt: O bom samaritano
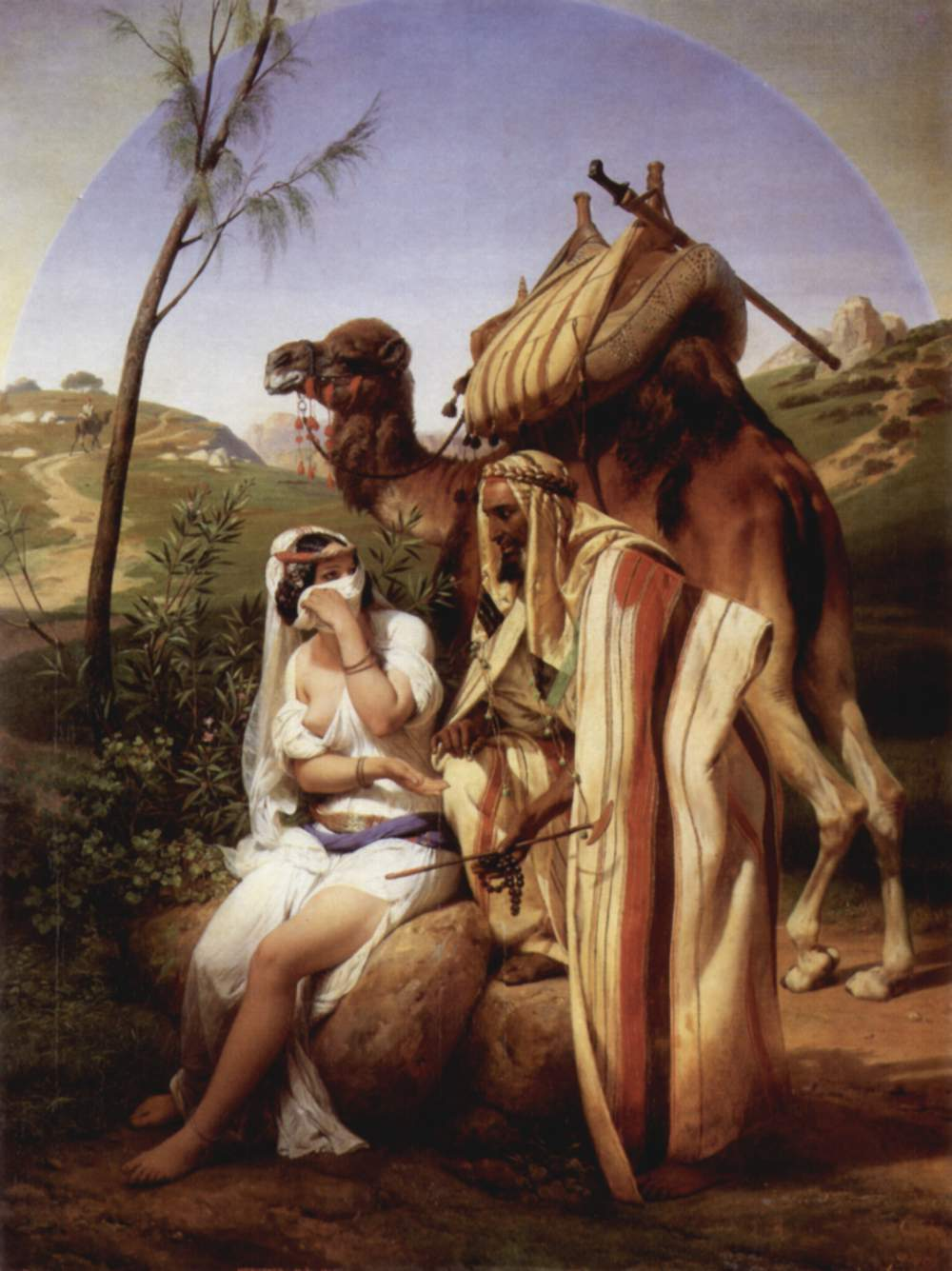
Vernet: Judas e Tamar
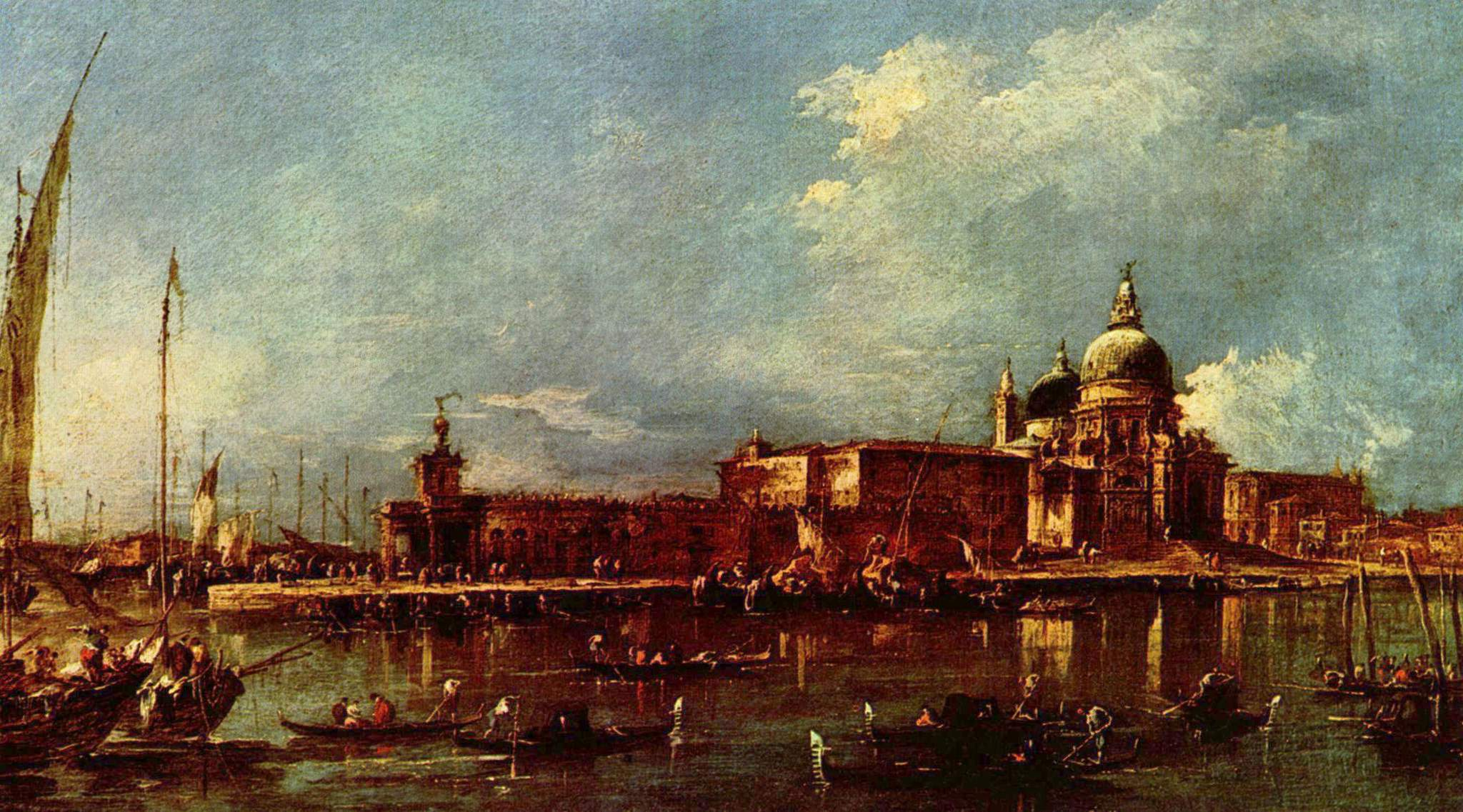
Guardi: Vista de Veneza
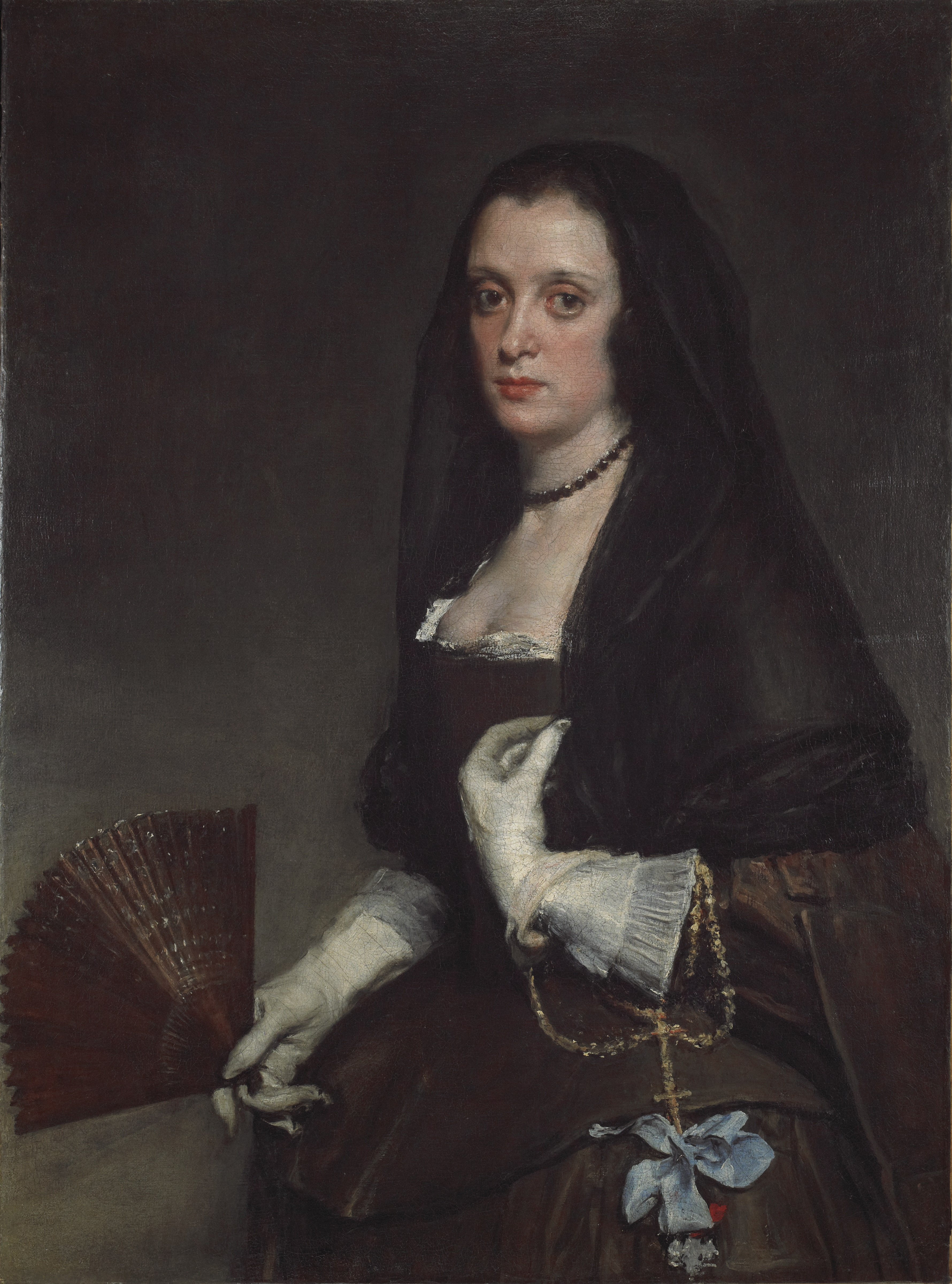
Velázquez: Dama com leque